# Карпенко Костянтин Миколайович
Костянтин Миколайович Карпе́нко (24 листопада 1920, Харків, УРСР — 1 листопада 1991, Дніпропетровськ, УРСР, СРСР) — український радянський театральний актор. Народний артист Української РСР (1979).

## Біографія
Народився 24 листопада 1920 року у місті Харкові (нині Україна). 1950 року закінчив Харківський театральний інститут, де навчався у Івана Мар'яненка. Член КПРС з 1953 року.
Упродовж 1950—1988 років працював у Дніпропетровському українському музично-драматичному театрі імені Тараса Шевченка. Помер у Дніпропетровську 1 листопада 1991 року.

## Ролі
Грав гострохарактерні і комедійні ролі, зокрема:
- Скорик («Сватання на Гончарівці» Григорія Квітки-Основ'яненка);
- Дяк («Марина» за Тарасом Шевченком);
- Писар («Майська ніч» Михайла Старицького);
- Терешко Колобок («Трибунал» Андрія Макайонка);
- Бог («Святий і грішний» Михайла Ворфоломєєва);
- Лундишев («Майстри часу» Івана Кочерги);
- Бернардо («Закохана витівниця» Лопе де Веґи);
- Пічем («Тригрошова опера» Бертольда Брехта);
- Кавалькадос («Поцілунок Чаніти» Юрія Мілютіна);
- Лорд Стенлі («Річард III» Вільяма Шекспіра);
- Вольф Лейзер («П'ять діамантів Тев'є-молочника» за Шолом-Алейхемом);
- Аптекар («Інтервенція» Лева Славіна);
- Суддя («Міс Америка» Володимира Канівця).